# Xavier Horcajo
Javier Horcajo (Barcelona, España, 1958) es un periodista y economista español, presentador de El Telediario de Toro TV programa informativo que se emite en Toro TV Televisión, de Lunes a Viernes, entre las 19 y 21 horas. Fue el director de La Gaceta, diario digital de información general del Grupo Intereconomía entre mayo de 2014 y febrero de 2015.

## Biografía
Criado en La Barceloneta, es licenciado en Periodismo y doctor en Ciencias Económicas. Comenzó su trayectoria laboral trabajando en la auditora Touche & Ross para posteriormente dedicarse por completo al periodismo. ha trabajado para el periódico Avui, y posteriormente como director de la edición valenciana de Diario 16. Asimismo, ha colaborado con otros medios de comunicación nacionales e internacionales como son Economics, El Noticiero Universal, RNE, Le Monde o El País.
Entre sus últimas labores profesionales se encuentran la de la subdirección de la revista Época y la dirección del canal de información económica Intereconomía TV, puesto que consiguió tras trabajar como director de Intereconomía en Cataluña. Actualmente es director general editorial de grupo Intereconomía, labor consistente en la coordinación de los diferentes medios de la corporación y aportarles contenidos. Asimismo presentó y presenta en 2024 el programa Más se perdió en Cuba (Sábados a las 22.30h) en la cadena de televisión del grupo.
Javier Horcajo ha escrito obras de carácter económico entre las que se encuentran “Al otro lado del Atlántico” y “JR El Tiburón”.
Actualmente, Javier Horcajo dirige gaceta.es, el diario digital de Intereconomía, desde mayo de 2014.y trabaja de presentador y tertualiano el la cadena de televisión El toro TV 

## Polémica con El Gran Wyoming y declaraciones sobre Carla Antonelli
Xavier Horcajo durante su trabajo como director de Intereconomía pasó a un primer plano de la actualidad el 31 de enero de 2009 tras emitir el vídeo de un presunto maltrato laboral por parte de El Gran Wyoming contra una becaria de su programa, El Intermedio. Dicho vídeo fue mandado de forma anónima a Intereconomía por personal del Intermedio con el fin de desacreditar al periodista y a la cadena. El vídeo finalmente resultó ser un montaje del equipo de El Intermedio el cual demostró en un posterior programa, dejando ver la parte final en la que se observaba a la becaria portando un cartel "Os la hemos colado", que dicho vídeo había sido creado y enviado para dejar en duda el periodismo propiamente ejercido por Intereconomía. 
En febrero de 2011 declaró en su programa que en vez de Carla Antonelli, a quien se refirió como "chica, chico, chique, o lo que sea", Tomás Gómez podría haber elegido para sus listas a alguien "con síndrome de Down o a un enfermo de sida".

## Premios
- Antena de Oro - (en 2012), director y presentador de Más se perdió en Cuba (Intereconomía TV).[9]